# Evangelina Sosa
Evangelina Sosa Martínez (Ciudad de México, 18 de febrero de 1969) es una actriz mexicana de televisión, cine y teatro. También es hermana del actor Roberto Sosa.
Fue estudiante del NET (Núcleo de Estudios Teatrales) y ha complementado su formación con cursos de improvisación, danza, vocalización e idiomas.

## Teatro
- Aire frío (1985)
- Los pepenadores (1989)
- De la calle (1989)
- El eclipse (1991)
- El padre (1992)
- Pastorela de Tepotzotlán (1995-2000)
- Pecado de omisión (2000)
- Lazcuráin
- El Códex Romanoff[1]

## Cine
Cortometrajes
- Interferencia (2015)
- Mi niña (2009)
- Me gusta cuando callas (2005)
- La casa de enfrente (2003)
- Náufragos (2002)
- Ojo en la nuca (2001) - Laura
- Los maravillosos olores de la vida (2000)
- El Guardadito (2000)
- ¿Alguien vio a Lola? (2000)
- Domingo siete (1995) - Rebeca
- La mujer del puerto (1991) - Perla (exhibido en el Festival de Cine de Cannes)
- El último fin de año (1991)

Largometrajes
- El libro de piedra (2009) - Julia
- 7 soles (2008)
- Sexo, amor y otras perversiones  (2006) - Marina
- Cicatrices (2006) - Judith
- Después de la muerte (2005) - Tomasa
- Zapata, el sueño del héroe (2004) - Azucena
- Deadly Swarm (2003) - María
- Punto y aparte (2002) - Miroslava
- La ley de Herodes (1999) - Perla
- ¡Aquí espantan! (1993) - Eugenia
- Nocturno a Rosario (1992) - Laura Méndez
- Ángel de fuego (1992) - Alma
- Los años de Greta (1992) - Norita
- Jóvenes perversos (1991)
- Como fui a enamorarme de ti (1990)
- Gringo viejo (1989)
- Buster (1988) - María
- El sótano (1988)
- Adiós, adiós ídolo mío (1985)
- El corazón de la noche (1983)
- El caballito volador (1982) - Azucena

## Televisión
- Amor amargo (2024) - Martha Guerra[3]
- Nadie como tú (2023-) - Jacinta Martínez de Medina[4]
- Lo que callamos las mujeres (2023) - Magdalena
- Un día para vivir (2023) - Silvana (Eps. "El puente")
- Lotería del crimen (2022)[5]
- Mi secreto (2022) - Elena Mendoza (joven)[6]
- Esta historia me suena (2021)[7]
- Diablero guardián (2018)
- Un día cualquiera (2016)
- La loba (2010) - Rosa
- A cada quien su santo (2009)
- Lo que la gente cuenta (2009)
- Ni una vez más (2005)
- Tan infinito como el desierto (2004)
- Lo que callamos las mujeres (2001)
- Cuentos para solitarios (1999)
- Yacaranday (1997) - Margarita
- Pueblo chico, infierno grande (1997) - Magdalena Beltrán (joven)
- Luz Clarita (1996) -
- La sombra del otro (1996) como - Maley
- La culpa (1996) - Paty
- El vuelo del águila (1994) - Delfina Ortega (joven)
- María Mercedes (1992) - Candelaria "Candy"
- Atrapada (1991) - Lupita
- Mujer, casos de la vida real (1990-1999)
- La fuerza del amor (1990-1991) - Chencha
- La telaraña (1989-1993)
- Simplemente María (1989-1990) - Perla "Perlita" Carreño
- Cuando llega el amor (1989-1990) - Margarita hija de Claudia
- Luz y sombra (1989) - Caridad "Cari"
- La hora marcada (1988-1990)
- El rincón de los prodigios (1988) - Mari (niña)